# Fatież
Fatież – miasto w Rosji, w obwodzie kurskim, 45 km na północ od Kurska. W 2008 roku liczyło 5142 mieszkańców.